# Bubelwitz (Adelsgeschlecht)

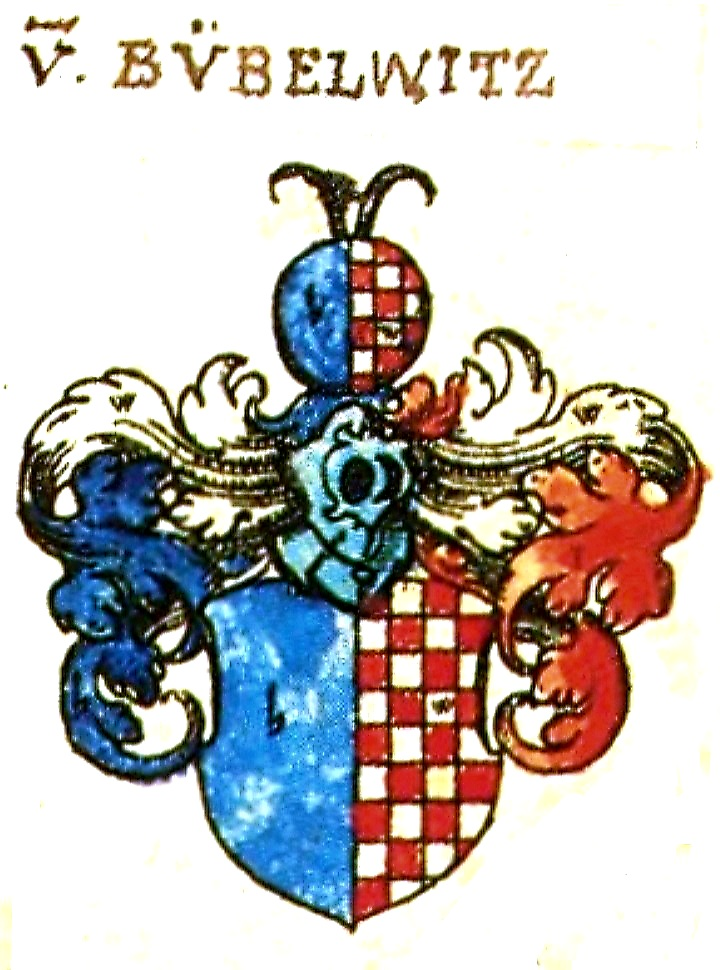
Wappen derer von Bubelwitz

Bubelwitz (auch Bübelwitz, Bubelwicz, Bobilwicz etc.) ist der Name eines alten schlesischen Adelsgeschlechts.

## Geschichte
Die Herren von Bubelwitz kamen noch im 17. Jahrhundert in den Herzogtümern Oppeln und Ratibor vor. Im Herzogtum Münsterberg erscheint schon 1343 ein Frencelinus de Bobilwicz bei der an den Sohn des Königs Johann von Böhmen – Karl IV. – geleisteten Eventualhuldigung.

## Wappen

Die von Bubelwitz führten eine Variation des polnischen Stammwappens Zabawa
Wappenschild derer von Bübelwitz/Bubelwitz

Die von Bubelwitz führten eine Variation des polnischen Stammwappens Zabawa. Sie waren damit u. a. wappenverwandt mit den westpreußischen Spiczak Brzeziński.
Die Blasonierung lautet bei Siebmacher wie folgt: „Wappen: Gespalten; vorn blau ohne Bild, hinten von Roth und Silber geschacht. Kleinod: Runde, wie der Schild bezeichnete Scheibe, oben besteckt mit einer schwarzen und einer silbernen Hahnenfeder, je entsprechend auswärts gebogen. Decken: blau-silbern und roth-silbern.“